# Maria Bigordà Montmany
Maria Bigordà Montmany (Ullastrell, 21 de septiembre de 1916 - Tarrasa, 8 de septiembre de 2009) fue una mujer obrera republicana, represaliada por el franquismo y comprometida con las reivindicaciones laborales y sociales de la clase trabajadora. Militó en el Partido Socialista Unificado de Cataluña (PSUC) y en Comisiones Obreras.

## Trayectoria

### Primeros años
Nacida en Ullastrell, era la primogénita de una familia de campesinos pobres. Su madre era Tecla Montmany Carreras y su padre Pedro Bigordà Fuente, arrendatarios de unos viñedos. Con seis años, María iba a ayudarles o cosechaba aceitunas por un jornal. La madre era católica practicante y le hacía ir a catecismo; por su parte, el padre era militante de Esquerra Republicana de Catalunya (ERC) y de la Unió de Rabassaires y desde niña la llevaba a los mítines que se hacían en Tarrasa. Durante la guerra civil fue alguacil. Aunque fue muy poco a la escuela, aprendió a leer en catalán porque en su casa se leía La tierra, el diario de la Unión de Rabassaires. Tuvo cuatro hermanos, Ángela, Valentín, Amadeu y José (1926) del que fue madrina y que en el futuro se convertiría en un conocido sacerdote.
A punto de cumplir diez años, comenzó a trabajar en el servicio doméstico. Más tarde quiso aprender un oficio y empezó el de tejedora en la fábrica de Can Arrufat, allí tomó contacto con el ideario anarquista, influenciada por la lectura de escritos de la colección literaria La Novela Ideal (La Revista Blanca) de Federica Montseny y de Frederic Urales, seudónimo de Juan Montseny Carret, que transmitían la imagen de la mujer libre.
Terminado su aprendizaje, hacia el año 1931 encontró trabajo en la fábrica La Tela, donde trabajaba a destajo en condiciones de extrema dureza. Al poco tiempo, se cambió a la empresa de Domènec Domingo, donde llevaba un telar y tejía franela blanca. Había ido a vivir a Tarrasa y compaginaba el trabajo textil con el trabajo de criada donde le ofrecían la comida y la estancia.
A principios de 1933, con dieciséis años, conoció a su marido, José Portero Serrano, de 29 años, tejedor de la fábrica de medias Vallhonrat. Después de un corto noviazgo, se casaron por lo civil en el Juzgado de paz de Tarrasa. Tuvieron dos hijas pero María lo denunció en el juzgado de Tarrasa por maltratos sin ningún resultado.

### La guerra civil
En los inicios de la guerra civil, José fue llamado a filas, pero se escondió. María tenía la intención de marchar a Andorra con su hija Carmen, pero no pudo al estar embarazada. Después de nacer su segunda hija se separó, lo que la llevó a una pobreza extrema. Así, a causa del hambre y la falta de asistencia médica, su hija pequeña murió de difteria con veinte meses. En aquel período, buscó el apoyo del sindicato Unión General de Trabajadores (UGT) y posteriormente de la Confederación Nacional del Trabajo (CNT) para conseguir ser admitida en la fábrica de Can Vallhonrat.

### La derrota y la represión
Terminada la guerra, la nueva ley franquista derogó los derechos que habían adquirido las mujeres durante la República y el día del Corpus de 1939 la policía se llevó a su hija para ser entregada a su padre. María perdió su custodia. 
Su padre fue internado en un campo de concentración sin juicio. Bigordá fue denunciada por su marido y un compañero de trabajo, y el 3 de julio fue detenida. Diez días más tarde fue sometida a un Consejo de guerra, y juzgada por el Tribunal Militar instalado en la Escuela de Ingeniería de Tarrasa, en el procedimiento sumarísimo de urgencia número 11.736 siendo condenada a la pena de 12 años y un día de prisión por Auxilio a la rebelión.
Pasó unos meses encarcelada en Tarrasa. El 10 de marzo de 1940 fue trasladada a la Prisión de Les Corts de Barcelona. Allí conoció, entre otras, a las militantes comunistas Adelaida Abarca Izquierdo y María del Carmen Cuesta Rodríguez. Señalaba en sus recuerdos que el nivel cultural de aquellas compañeras influyó definitivamente en la formación de su conciencia política. Al cabo de un tiempo, pudo acogerse a la redención de pena por el trabajo e hizo de lavandera para las monjas. 
El 18 de septiembre de 1941 le concedieron la libertad condicional, pero no pudo volver a su casa. Fue desterrada a Madrid y acogida por los familiares de una compañera de prisión. Mientras, su marido contrajo un nuevo matrimonio religioso, único válido según las nuevas leyes. El día 16 de octubre pudo volver a casa de sus padres en libertad vigilada

### La dictadura y las reivindicaciones vecinales y laborales
En 1946 le llegó el indulto y, a pesar de las dificultades para reintegrarse en la sociedad debido a los antecedentes penales, tuvo la esperanza de normalizar su vida y recuperar a su hija. Trabajó como criada durante 12 años, pero como el trabajo doméstico no le garantizaba ningún derecho laboral ni cobertura social retomó el trabajo de tejedora. 
En 1953 su hija, ya con 20 años, fue a vivir con ella. Solo podían pagar una habitación con derecho a cocina. Más adelante, después de tener varios viviendas precarias, hicieron la solicitud para ir a vivir a un bloque de pisos de la Obra Sindical del Hogar, en el Barrio de San Lorenzo.
El aumento de la inmigración había propiciado la construcción desmedida y la creación de barrios sin infraestructura ni servicio. La necesidad de viviendas dignas hizo que María se comprometiera en la lucha vecinal contra la especulación y el chabolismo vertical, siendo el barrio de San Lorenzo uno de los más combativos. La llegada a los barrios de jóvenes sacerdotes obreros, con ideas renovadoras y comprometidos con la lucha de clases, convirtió muchas de las nuevas parroquias en un cobijo del antifranquismo, siendo líderes las de Can Boada, Egara, Las Arenas, y San Lorenzo.

### Militancia política y sindical
En 1976 se jubiló y obtuvo finalmente el carnet de militante del PSUC y de Comisiones Obreras. María era católica practicante, pero se identificaba con el eurocomunismo, influenciada por la lectura de los libros de Alfonso Carlos Comín. Dentro del partido fue miembro del comité local durante cuatro años. También participó en actos políticos de apoyo a las huelgas de hambre de Lluís Maria Xirinachs ante la Cárcel Modelo y en las manifestaciones bajo la consigna Libertad, Amnistía y Estatuto de Autonomía.
Maria murió el 8 de septiembre de 2009 a punto de cumplir los 93 años.

## Reconocimientos
- El día 10 de mayo de 2005, el Ayuntamiento de Tarrasa le hizo un homenaje en reconocimiento a las mujeres que habían luchado toda la vida por los derechos sociales, económicos y políticos.[14]
- En 2006 la historiadora Lourdes Planes y Campderrós publicó el libro Maria Bigordà i Montmany, testimoni d'una època obscura.[15]